# Resultados do Campeonato Mundial de Atletismo de 1991
Este artigo contém os resultados detalhados do Campeonato Mundial de Atletismo de 1991, disputado na cidade de Tóquio, no Japão.
| Corridas: 100 m - 200 m - 400 m - 800 m - 1 500 m - 3000 m - 5000 m - 10000 m - Maratona Obstáculos: 100 m barreiras - 110 m barreiras - 400 m barreiras - 3000 metros obstáculos Marcha: 20 km marcha - 50 km marcha Saltos: Altura - Comprimento - Triplo - Vara Lançamentos: Peso - Disco - Dardo - Martelo Estafetas: 4 x 100 m - 4 x 400 m Provas combinadas: Decatlo - Heptatlo |

## Resultados

### 100 metros
| Pos. | Atleta                  | País           | Marca     |
| ---- | ----------------------- | -------------- | --------- |
| 1    | Carl Lewis              | Estados Unidos | 9"86 (WR) |
| 2    | Leroy Burrell           | Estados Unidos | 9"88      |
| 3    | Dennis Mitchell         | Estados Unidos | 9"91      |
| 4    | Linford Christie        | Reino Unido    | 9"92 (AR) |
| 5    | Frankie Fredericks      | Namíbia        | 9"95 (AR) |
| 6    | Raymond Stewart         | Jamaica        | 9"96 (NR) |
| 7    | Robson Caetano Da Silva | Brasil         | 10"12     |
| 8    | Bruny Surin             | Canadá         | 10"14     |

| Pos. | Atleta          | País            | Marca |
| ---- | --------------- | --------------- | ----- |
| 1    | Katrin Krabbe   | Alemanha        | 10"99 |
| 2    | Gwen Torrence   | Estados Unidos  | 11"03 |
| 3    | Merlene Ottey   | Jamaica         | 11"06 |
| 4    | Irina Privalova | União Soviética | 11"16 |
| 5    | Evelyn Ashford  | Estados Unidos  | 11"30 |
| 6    | Juliet Cuthbert | Jamaica         | 11"33 |
| 7    | Mary Onyali     | Nigéria         | 11"39 |
| 8    | Carlette Guidry | Estados Unidos  | 11"52 |

### 200 metros
| Pos. | Atleta                  | País            | Marca |
| ---- | ----------------------- | --------------- | ----- |
| 1    | Michael Johnson         | Estados Unidos  | 20"01 |
| 2    | Frankie Fredericks      | Namíbia         | 20"34 |
| 3    | Atlee Mahorn            | Canadá          | 20"49 |
| 4    | Robson Caetano da Silva | Brasil          | 20"49 |
| 5    | Olapade Adeniken        | Nigéria         | 20"51 |
| 6    | Jean-Charles Trouabal   | França          | 20"25 |
| 7    | Nikolay Antonov         | Bulgária        | 20"59 |
| 8    | Aleksandr Sokolov       | União Soviética | 20"78 |

| Pos. | Atleta             | País            | Marca |
| ---- | ------------------ | --------------- | ----- |
| 1    | Katrin Krabbe      | Alemanha        | 22"09 |
| 2    | Gwen Torrence      | Estados Unidos  | 22"16 |
| 3    | Merlene Ottey      | Jamaica         | 22"21 |
| 4    | Irina Privalova    | União Soviética | 22"28 |
| 5    | Galina Malchugina  | União Soviética | 22"66 |
| 6    | Dannette Young     | Estados Unidos  | 22"87 |
| 7    | Pauline Davis      | Bahamas         | 22"90 |
| 8    | Yelena Vinogradova | União Soviética | 23"10 |

### 400 metros
| Pos. | Atleta            | País              | Marca |
| ---- | ----------------- | ----------------- | ----- |
| 1    | Antonio Pettigrew | Estados Unidos    | 44"57 |
| 2    | Roger Black       | Reino Unido       | 44"62 |
| 3    | Danny Everett     | Estados Unidos    | 44"63 |
| 4    | Roberto Hernández | Cuba              | 44"86 |
| 5    | Andrew Valmon     | Estados Unidos    | 45"09 |
| 6    | Ian Morris        | Trinidad e Tobago | 45"12 |
| 7    | Susumu Takano     | Japão             | 45"39 |
| 8    | Mark Garner       | Austrália         | 45"47 |

| Pos. | Atleta             | País            | Marca       |
| ---- | ------------------ | --------------- | ----------- |
| 1    | Marie-José Perec   | França          | 49"13       |
| 2    | Grit Breuer        | Alemanha        | 49"42 (WJR) |
| 3    | Sandra Myers       | Espanha         | 49"78       |
| 4    | Olga Bryzgina      | União Soviética | 49"82       |
| 5    | Jearl Miles-Clark  | Estados Unidos  | 50"50       |
| 6    | Ximena Restrepo    | Colômbia        | 50"79       |
| 7    | Lillie Leatherwood | Estados Unidos  | 51"53       |
| 8    | Diane Dixon        | Estados Unidos  | 51"73       |

### 800 metros
| Pos. | Atleta            | País            | Marca   |
| ---- | ----------------- | --------------- | ------- |
| 1    | Billy Konchellah  | Quênia          | 1'43"99 |
| 2    | José Luiz Barbosa | Brasil          | 1'44"24 |
| 3    | Mark Everett      | Estados Unidos  | 1'44"67 |
| 4    | Paul Ereng        | Quênia          | 1'44"75 |
| 5    | Piotr Piekarski   | Polónia         | 1'45"44 |
| 6    | Johnny Gray       | Estados Unidos  | 1'45"67 |
| 7    | Andrey Sudnik     | União Soviética | 1'46"36 |
| 8    | Tomás de Teresa   | Espanha         | 1'47"65 |

| Pos. | Atleta              | País            | Marca         |
| ---- | ------------------- | --------------- | ------------- |
| 1    | Liliya Nurutdinova  | União Soviética | 1'57"50       |
| 2    | Ana Fidelia Quirot  | Cuba            | 1'57"55       |
| 3    | Ella Kovacs         | Roménia         | 1'57"58       |
| 4    | Maria Mutola        | Moçambique      | 1'57"63 (WJR) |
| 5    | Letitia Vriesde     | Suriname        | 1'58"25 (AR)  |
| 6    | Christine Wachtel   | Alemanha        | 1'58"90       |
| 7    | Ann Williams        | Reino Unido     | 2'01"01       |
| 8    | Svetlana Masterkova | União Soviética | 2'02"92       |

### 1500 metros
| Pos. | Atleta             | País     | Marca        |
| ---- | ------------------ | -------- | ------------ |
| 1    | Noureddine Morceli | Argélia  | 3'32"84 (CR) |
| 2    | Wilfred Kirochi    | Quênia   | 3'34"84      |
| 3    | Hauke Fuhlbrügge   | Alemanha | 3'35"28      |
| 4    | Jens-Peter Herold  | Alemanha | 3'35"37      |
| 5    | Fermín Cacho       | Espanha  | 3'35"62      |
| 6    | Mário Silva        | Portugal | 3'35"76      |
| 7    | David Kibet        | Quênia   | 3'36"03      |
| 8    | Gennaro Di Napoli  | Itália   | 3'36"56      |

| Pos. | Atleta             | País            | Marca   |
| ---- | ------------------ | --------------- | ------- |
| 1    | Hassiba Boulmerka  | Argélia         | 4'02"21 |
| 2    | Tatyana Samolenko  | União Soviética | 4'02"58 |
| 3    | Lyudmila Rogachova | União Soviética | 4'02"72 |
| 4    | Doina Melinte      | Roménia         | 4'03"19 |
| 5    | Ellen Kiessling    | Alemanha        | 4'04"75 |
| 6    | Kirsty Wade        | Reino Unido     | 4'05"16 |
| 7    | Susan Sirma        | Quênia          | 4'05"47 |
| 8    | Malgorzata Rydz    | Polónia         | 4'03"63 |

### 5000 metros/3000 metros
| Pos. | Atleta          | País      | Marca         |
| ---- | --------------- | --------- | ------------- |
| 1    | Yobes Ondieki   | Quênia    | 13'14"45 (CR) |
| 2    | Fita Bayisa     | Etiópia   | 13'16"64      |
| 3    | Brahim Boutayeb | Marrocos  | 13'22"70      |
| 4    | Dieter Baumann  | Alemanha  | 13'28"67      |
| 5    | Domingos Castro | Portugal  | 13'28"88      |
| 6    | Khalid Skah     | Marrocos  | 13'32"90      |
| 7    | Risto Ulmala    | Finlândia | 13'33"46      |
| 8    | Dionísio Castro | Portugal  | 13'35"39      |

| Pos. | Atleta            | País            | Marca        |
| ---- | ----------------- | --------------- | ------------ |
| 1    | Tatyana Samolenko | União Soviética | 8'35"82      |
| 2    | Yelena Romanova   | União Soviética | 8'36"06      |
| 3    | Susan Sirma       | Quênia          | 8'39"41 (AR) |
| 4    | Päivi Tikkanen    | Finlândia       | 8'41"30      |
| 5    | Margareta Keszeg  | Roménia         | 8'42"02      |
| 6    | Roberta Brunet    | Itália          | 8'42"64      |
| 7    | Judi St Hilaire   | Estados Unidos  | 8'44"02      |
| 8    | Annette Peters    | Estados Unidos  | 8'44"02      |

### 10000 metros
| Pos. | Atleta              | País        | Marca    |
| ---- | ------------------- | ----------- | -------- |
| 1    | Moses Tanui         | Quênia      | 27'38"74 |
| 2    | Richard Chelimo     | Quênia      | 27'39"41 |
| 3    | Khalid Skah         | Marrocos    | 27'41"74 |
| 4    | Thomas Osano        | Quênia      | 27'53"66 |
| 5    | Richard Nerurkar    | Reino Unido | 27'57"14 |
| 6    | Aloÿs Nizigama      | Burundi     | 28'03"03 |
| 7    | Mathias Ntawulikura | Ruanda      | 28'10"38 |
| 8    | Hammou Boutayeb     | Marrocos    | 28'12"77 |

| Pos. | Atleta             | País           | Marca    |
| ---- | ------------------ | -------------- | -------- |
| 1    | Liz McColgan       | Reino Unido    | 31'14"31 |
| 2    | Zhong Huandi       | China          | 31'35"08 |
| 3    | Wang Xiuting       | China          | 31'35"99 |
| 4    | Kathrin Ullrich    | Alemanha       | 31'38"96 |
| 5    | Lynn Jennings      | Estados Unidos | 31'54"44 |
| 6    | Uta Pippig         | Alemanha       | 31'55"68 |
| 7    | Ingrid Kristiansen | Noruega        | 32'10"75 |
| 8    | Derartu Tulu       | Etiópia        | 32'16"55 |

### Maratona
| Pos. | Atleta            | País           | Marca   |
| ---- | ----------------- | -------------- | ------- |
| 1    | Hiromi Taniguchi  | Japão          | 2h14'57 |
| 2    | Ahmed Salah       | Djibuti        | 2h15'26 |
| 3    | Steve Spence      | Estados Unidos | 2h15'36 |
| 4    | Jan Huruk         | Polónia        | 2h15'47 |
| 5    | Futoshi Shinohara | Japão          | 2h15'52 |
| 6    | Salvatore Bettiol | Itália         | 2h15'58 |
| 7    | Maurilio Castillo | México         | 2h16'15 |
| 8    | Gelindo Bordin    | Itália         | 2h17'03 |

| Pos. | Atleta              | País            | Marca   |
| ---- | ------------------- | --------------- | ------- |
| 1    | Wanda Panfil        | Polónia         | 2h29'53 |
| 2    | Sachiko Yamashita   | Japão           | 2h29'57 |
| 3    | Katrin Dörre        | Alemanha        | 2h30'10 |
| 4    | Yuko Arimori        | Japão           | 2h31'08 |
| 5    | Maria Rebelo-Lelut  | França          | 2h32'05 |
| 6    | Kamila Gradus       | Polónia         | 2h32'09 |
| 7    | Manuela Machado     | Portugal        | 2h32'33 |
| 8    | Ramilya Burangulova | União Soviética | 2h33'00 |

### 20 km marcha/10 km marcha
| Pos. | Atleta                 | País            | Marca        |
| ---- | ---------------------- | --------------- | ------------ |
| 1    | Maurizio Damilano      | Itália          | 1h19'37 (RC) |
| 2    | Mikhail Shchennikov    | União Soviética | 1h19'46      |
| 3    | Yevgeniy Misyulya      | União Soviética | 1h20'22      |
| 4    | Giovanni De Benedictis | Itália          | 1h20'29      |
| 5    | Valentí Massana        | Espanha         | 1h20'29      |
| 6    | Robert Ihly            | Alemanha        | 1h20'52      |
| 7    | Walter Arena           | Itália          | 1h21'01      |
| 8    | Li Mingcai             | China           | 1h21'15 (AC) |

| Pos. | Atleta                 | País            | Marca      |
| ---- | ---------------------- | --------------- | ---------- |
| 1    | Alina Ivanova          | União Soviética | 42'57 (CR) |
| 2    | Madelein Svensson      | Suécia          | 43'13      |
| 3    | Sari Essayah           | Finlândia       | 43'13      |
| 4    | Irina Strakhova        | União Soviética | 43'40      |
| 5    | Kerry Saxby            | Austrália       | 44'02      |
| 6    | Maria Graciela Mendoza | México          | 44'03      |
| 7    | Ileana Salvador        | Itália          | 44'09      |
| 8    | Chen Yueling           | China           | 44'11      |

### 50 km marcha
| Pos. | Atleta              | País            | Marca   |
| ---- | ------------------- | --------------- | ------- |
| 1    | Aleksandr Potashov  | União Soviética | 3h53'09 |
| 2    | Andrey Perlov       | União Soviética | 3h53'09 |
| 3    | Hartwig Gauder      | Alemanha        | 3h55'14 |
| 4    | Vitaliy Popovich    | União Soviética | 4h00'10 |
| 5    | Valentin Kononen    | União Soviética | 4h02'34 |
| 6    | Giuseppe De Gaetano | Itália          | 4h03'43 |
| 7    | Fumio Imamura       | Japão           | 4h06'07 |
| 8    | René Piller         | França          | 4h06'30 |

### 110 metros barreiras/100 metros barreiras
| Pos. | Atleta              | País            | Marca |
| ---- | ------------------- | --------------- | ----- |
| 1    | Greg Foster         | Estados Unidos  | 13"06 |
| 2    | Jack Pierce         | Estados Unidos  | 13"06 |
| 3    | Tony Jarrett        | Reino Unido     | 13"25 |
| 4    | Mark McKoy          | Canadá          | 13"30 |
| 5    | Dan Philibert       | França          | 13"33 |
| 6    | Vladimir Shishkin   | União Soviética | 13"39 |
| 7    | Florian Schwarthoff | Alemanha        | 13"41 |
| 8    | Tong Li             | China           | 13"46 |

| Pos. | Atleta               | País            | Marca |
| ---- | -------------------- | --------------- | ----- |
| 1    | Ludmila Narozhilenko | União Soviética | 12"59 |
| 2    | Gail Devers          | Estados Unidos  | 12"63 |
| 3    | Natalya Grigoryeva   | União Soviética | 12"69 |
| 4    | Monique Éwanjé-Épée  | França          | 12"84 |
| 5    | Julie Baumann        | Suíça           | 12"88 |
| 6    | Florence Colle       | França          | 13"01 |
| 7    | Aliuska López        | Cuba            | 13"06 |
| 8    | Kristin Patzwahl     | Alemanha        | 13"07 |

### 400 metros barreiras
| Pos. | Atleta            | País           | Marca      |
| ---- | ----------------- | -------------- | ---------- |
| 1    | Samuel Matete     | Zâmbia         | 47"64      |
| 2    | Winthrop Graham   | Jamaica        | 47"74 (NR) |
| 3    | Kriss Akabusi     | Reino Unido    | 47"86 (NR) |
| 4    | Kevin Young       | Estados Unidos | 48"01      |
| 5    | Danny Harris      | Estados Unidos | 48"46      |
| 6    | Derrick Adkins    | Estados Unidos | 49"28      |
| 7    | Erick Keter       | Quênia         | 49"99      |
| 8    | Niklas Wallenlind | Suécia         | 50"28      |

| Pos. | Atleta                | País            | Marca      |
| ---- | --------------------- | --------------- | ---------- |
| 1    | Tatyana Ledovskaya    | União Soviética | 53"11 (CR) |
| 2    | Sally Gunnell         | Reino Unido     | 53"16 (NR) |
| 3    | Janeene Vickers       | Estados Unidos  | 53"47      |
| 4    | Sandra Patrick        | Estados Unidos  | 53"95      |
| 5    | Kim Batten            | Estados Unidos  | 53"98      |
| 6    | Anita Protti          | Suíça           | 54"25      |
| 7    | Heike Meissner        | Alemanha        | 55"26      |
| 8    | Margarita Ponomaryova | União Soviética | 55"27      |

### 3000 metros obstáculos
| Pos. | Atleta            | País           | Marca   |
| ---- | ----------------- | -------------- | ------- |
| 1    | Moses Kiptanui    | Quênia         | 8'12"59 |
| 2    | Patrick Sang      | Quênia         | 8'13"44 |
| 3    | Azzedine Brahmi   | Argélia        | 8'15"54 |
| 4    | Julius Kariuki    | Quênia         | 8'16"81 |
| 5    | Brian Diemer      | Estados Unidos | 8'17"76 |
| 6    | Abdelaziz Sahere  | Marrocos       | 8'19"40 |
| 7    | Angelo Carosi     | Itália         | 8'20"80 |
| 8    | Francesco Panetta | Itália         | 8'26"79 |

### Estafeta 4 x 100 metros
| Pos. | Atleta                                                               | País            | Marca      |
| ---- | -------------------------------------------------------------------- | --------------- | ---------- |
| 1    | Andre Cason Leroy Burrell Dennis Mitchell Carl Lewis                 | Estados Unidos  | 37"50 (WR) |
| 2    | Max Morinière Daniel Sangouma Jean-Charles Trouabal Bruno Marie-Rose | França          | 37"87      |
| 3    | Tony Jarrett John Regis Darren Braithwaite Linford Christie          | Reino Unido     | 38"09      |
| 4    | George Ogbeide Olapade Adeniken Victor Omagbemi Davidson Ezinwa      | Nigéria         | 38"43 (AR) |
| 5    | Mario Longo Ezio Madonia Sandro Floris Stefano Tilli                 | Itália          | 38"52      |
| 6    | Dennis Mowatt Raymond Stewart Michael Green John Mair                | Jamaica         | 38"67      |
| 7    | Viktor Bryzgin Aleksandr Sokolov Oleg Kramarenko Vitaliy Savin       | União Soviética | 38"68      |
| 8    | Ben Johnson Mike Dwyer Cyprian Enweani Peter Ogilvie                 | Canadá          | 39"51      |

| Pos. | Atleta                                                              | País            | Marca |
| ---- | ------------------------------------------------------------------- | --------------- | ----- |
| 1    | Dahlia Duhaney Juliet Cuthbert Beverly McDonald Merlene Ottey       | Jamaica         | 41"94 |
| 2    | Natalya Kovtun Galina Malchugina Yelena Vinogradova Irina Privalova | União Soviética | 42"20 |
| 3    | Grit Breuer Katrin Krabbe Sabine Richter Heike Drechsler            | Alemanha        | 42"33 |
| 4    | Beatrice Utondu Rufina Ubah Christy Opara-Thompson Mary Onyali      | Nigéria         | 42"77 |
| 5    | Laurence Bily Maguy Nestoret Valérie Jean-Charles Marie-José Perec  | França          | 43"34 |
| 6    | Eusebia Riquelme Aliuska López Julia Duporty Liliana Allen          | Cuba            | 43"75 |
| 7    | Marisa Masullo Donatella Dal Bianco Daniela Ferrian Rossella Tarolo | Itália          | 43"76 |
| 8    | Monique Dunstan Kathy Sambell Melissa Moore Kerry Johnson           | Austrália       | 43"79 |

### Estafeta 4 x 400 metros
| Pos. | Atleta                                                        | País           | Marca        |
| ---- | ------------------------------------------------------------- | -------------- | ------------ |
| 1    | Roger Black Derek Redmond John Regis Kriss Akabusi            | Reino Unido    | 2'57"53 (AR) |
| 2    | Andrew Valmon Quincy Watts Danny Everett Antonio Pettigrew    | Estados Unidos | 2'57"57      |
| 3    | Patrick O'Connor Devon Morris Winthrop Graham Seymour Fagan   | Jamaica        | 3'00"10      |
| 4    | Dejan Jovković Nenad Djurović Ismail Macev Slobodan Branković | Iugoslávia     | 3'00"32      |
| 5    | Samson Kitur Simon Kemboi Charles Gitonga Simon Kipkemboi     | Quênia         | 3'00"34      |
| 6    | Klaus Just Rico Lieder Norbert Dobeleit Jens Carlowitz        | Alemanha       | 3'00"75      |
| 7    | Abdelali Kasbane Ali Dahane Bouchaib Belkaid Benyounés Lahlou | Marrocos       | 3'04"49      |
| 8    | Agustin Pavo Hector Herrera Jorge Valentin Lazaro Martínez    | Cuba           | 3'05"33      |

| Pos. | Atleta                                                             | País            | Marca        |
| ---- | ------------------------------------------------------------------ | --------------- | ------------ |
| 1    | Tatyana Ledovskaya Lyudmila Dzhigalova Olga Nazarova Olga Bryzgina | União Soviética | 3'18"43 (CR) |
| 2    | Rochelle Stevens Diane Dixon Jearl Miles-Clark Lillie Leatherwood  | Estados Unidos  | 3'20"15      |
| 3    | Uta Rohländer Katrin Krabbe Christine Wachtel Grit Breuer          | Alemanha        | 3'21"25      |
| 4    | Lorraine Hanson Phylis Smith Sally Gunnell Linda Keough            | Reino Unido     | 3'22"01      |
| 5    | Fatima Yusuf Mary Onyali Airat Bakare Charity Opara                | Nigéria         | 3'24"45      |
| 6    | Rosey Edeh Karen Clarke Cheryl Allen Charmaine Crooks              | Canadá          | 3'27"42      |
| 7    | Julia Merino Blanca Lacambra Sandra Myers Gregoria Ferrer          | Espanha         | 3'27"57      |
| 8    | Edit Molnar Agnes Kozary Noemi Batori Judit Forgacs                | Hungria         | 3'29"07      |

### Salto em altura
| Pos. | Atleta           | País           | Marca        |
| ---- | ---------------- | -------------- | ------------ |
| 1    | Charles Austin   | Estados Unidos | 2.38 m (=RC) |
| 2    | Javier Sotomayor | Cuba           | 2.36 m       |
| 3    | Hollis Conway    | Estados Unidos | 2.36 m       |
| 4    | Dalton Grant     | Reino Unido    | 2.36 m (NR)  |
| 5    | Troy Kemp        | Bahamas        | 2.34 m       |
| 5    | Marino Drake     | Cuba           | 2.34 m       |
| 7    | Patrik Sjöberg   | Suécia         | 2.31 m       |
| 8    | Rick Noji        | Estados Unidos | 2.28 m       |

| Pos. | Atleta             | País            | Marca  |
| ---- | ------------------ | --------------- | ------ |
| 1    | Heike Henkel       | Bulgária        | 2.05 m |
| 2    | Yelena Yelesina    | União Soviética | 1.98 m |
| 3    | Inha Babakova      | União Soviética | 1.96 m |
| 4    | Beata Holub        | Polónia         | 1.96 m |
| 5    | Birgit Kähler      | Alemanha        | 1.93 m |
| 6    | Stefka Kostadinova | Bulgária        | 1.93 m |
| 7    | Tamara Bykova      | União Soviética | 1.93 m |
| 8    | Judit Kovacs       | Hungria         | 1.90 m |

### Salto com vara
| Pos. | Atleta            | País            | Marca       |
| ---- | ----------------- | --------------- | ----------- |
| 1    | Sergey Bubka      | União Soviética | 5.95 m (CR) |
| 2    | István Bagyula    | Hungria         | 5.90 m      |
| 3    | Maksim Tarasov    | União Soviética | 5.85 m      |
| 4    | Radion Gataullin  | União Soviética | 5.85 m      |
| 5    | Peter Widen       | Suécia          | 5.75 m      |
| 6    | Tim Bright        | Estados Unidos  | 5.75 m      |
| 7    | Hermann Fehringer | Áustria         | 5.60 m      |
| 8    | Thierry Vigneron  | França          | 5.60 m      |

### Salto em comprimento
| Pos. | Atleta               | País            | Marca       |
| ---- | -------------------- | --------------- | ----------- |
| 1    | Mike Powell          | Estados Unidos  | 8.95 m (WR) |
| 2    | Carl Lewis           | Estados Unidos  | 8.91 m      |
| 3    | Larry Myricks        | Estados Unidos  | 8.42 m      |
| 4    | Dietmar Haaf         | Alemanha        | 8.22 m      |
| 5    | Bogdan Tudor         | Roménia         | 8.06 m      |
| 6    | David Culbert        | Austrália       | 8.02 m      |
| 7    | Giovanni Evangelisti | Itália          | 8.01 m      |
| 8    | Vladimir Ochkan      | União Soviética | 7.99 m      |

| Pos. | Atleta                 | País            | Marca  |
| ---- | ---------------------- | --------------- | ------ |
| 1    | Jackie Joyner-Kersee   | Estados Unidos  | 7.32 m |
| 2    | Heike Drechsler        | Alemanha        | 7.29 m |
| 3    | Larisa Berezhnaya      | União Soviética | 7.11 m |
| 4    | Yelena Sinchukova      | União Soviética | 7.04 m |
| 5    | Susen Tiedtke          | Alemanha        | 6.77 m |
| 6    | Marieta Ilcu           | Roménia         | 6.72 m |
| 7    | Ljudmila Ninova-Rudoll | Áustria         | 6.72 m |
| 8    | Yelena Belevskaya      | União Soviética | 6.69 m |

- O terceiro lugar foi, durante algum tempo, atribuído erradamente a Giovanni Evangelisti, devido à medição falseada de um dos seus saltos.

### Triplo salto
| Pos. | Atleta              | País            | Marca   |
| ---- | ------------------- | --------------- | ------- |
| 1    | Kenny Harrison      | Estados Unidos  | 17.78 m |
| 2    | Leonid Voloshin     | União Soviética | 17.75 m |
| 3    | Mike Conley         | Estados Unidos  | 17.62 m |
| 4    | Vasiliy Sokov       | União Soviética | 17.28 m |
| 5    | Tord Henriksson     | Suécia          | 17.12 m |
| 6    | Brian Wellman       | Bermudas        | 16.98 m |
| 7    | Yoelbi Quesada      | Cuba            | 16.94 m |
| 8    | Georges Sainte-Rose | França          | 16.92 m |

### Arremesso do peso
| Pos. | Atleta             | País            | Marca   |
| ---- | ------------------ | --------------- | ------- |
| 1    | Werner Günthör     | Suíça           | 21.67 m |
| 2    | Lars Arvid Nilsen  | Noruega         | 20.75 m |
| 3    | Aleksandr Klimenko | União Soviética | 20.34 m |
| 4    | Oliver-Sven Buder  | Alemanha        | 20.10 m |
| 5    | Sergey Nikolayev   | União Soviética | 19.98 m |
| 6    | Kent Larsson       | Suécia          | 19.92 m |
| 7    | Dragan Perić       | Iugoslávia      | 19.83 m |
| 8    | Ron Backes         | Estados Unidos  | 19.34 m |

| Pos. | Atleta              | País            | Marca   |
| ---- | ------------------- | --------------- | ------- |
| 1    | Huang Zhihong       | China           | 20.83 m |
| 2    | Natalya Lisovskaya  | União Soviética | 20.29 m |
| 3    | Svetlana Krivelyova | União Soviética | 20.16 m |
| 4    | Claudia Losch       | Alemanha        | 19.74 m |
| 5    | Zhou Tianhua        | China           | 19.64 m |
| 6    | Stephanie Storp     | Alemanha        | 19.50 m |
| 7    | Marina Antonyuk     | União Soviética | 19.12 m |
| 8    | Kathrin Neimke      | Alemanha        | 18.83 m |

### Lançamento do disco
| Pos. | Atleta             | País            | Marca   |
| ---- | ------------------ | --------------- | ------- |
| 1    | Lars Riedel        | Alemanha        | 66.20 m |
| 2    | Erik De Bruin      | Países Baixos   | 65.82 m |
| 3    | Attila Horváth     | Hungria         | 65.32 m |
| 4    | Wolfgang Schmidt   | Alemanha        | 64.76 m |
| 5    | Mike Buncic        | Estados Unidos  | 64.20 m |
| 6    | Jürgen Schult      | Alemanha        | 63.12 m |
| 7    | Dmitriy Shevchenko | União Soviética | 62.90 m |
| 8    | Roberto Moya       | Cuba            | 61.44 m |

| Pos. | Atleta              | País            | Marca        |
| ---- | ------------------- | --------------- | ------------ |
| 1    | Tsvetanka Khristova | Bulgária        | 71.02 m      |
| 2    | Ilke Wyludda        | Alemanha        | 69.12 m      |
| 3    | Larisa Mikhalchenko | União Soviética | 68.26 m      |
| 4    | Martina Hellmann    | Alemanha        | 67.14 m      |
| 5    | Daniela Costian     | Austrália       | 66.06 m (AR) |
| 6    | Min Chunfeng        | China           | 65.56 m      |
| 7    | Irina Yatchenko     | União Soviética | 64.92 m      |
| 8    | Zhao Yonghua        | China           | 63.62 m      |

### Lançamento do dardo
| Pos. | Atleta              | País            | Marca        |
| ---- | ------------------- | --------------- | ------------ |
| 1    | Kimmo Kinnunen      | Finlândia       | 90.82 m (CR) |
| 2    | Seppo Räty          | Finlândia       | 88.12 m      |
| 3    | Vladimir Sasimovich | União Soviética | 87.08 m      |
| 4    | Gavin Lovegrove     | Nova Zelândia   | 84.24 m      |
| 5    | Mick Hill           | Reino Unido     | 84.12 m      |
| 6    | Sigurdur Einarsson  | Islândia        | 83.46 m      |
| 7    | Dag Wennlund        | Suécia          | 81.14 m      |
| 8    | Patrik Bodén        | Suécia          | 78.58 m      |

| Pos. | Atleta              | País              | Marca   |
| ---- | ------------------- | ----------------- | ------- |
| 1    | Xu Demei            | China             | 68.78 m |
| 2    | Petra Felke-Meier   | Alemanha Oriental | 68.68 m |
| 3    | Silke Renk          | Alemanha          | 66.80 m |
| 4    | Natalya Cherniyenko | União Soviética   | 65.22 m |
| 5    | Trine Hattestad     | Noruega           | 63.36 m |
| 6    | Louise McPaul       | Austrália         | 63.34 m |
| 7    | Dulce García        | Cuba              | 62.68 m |
| 8    | Päivi Alafrantti    | Finlândia         | 62.26 m |

### Lançamento do martelo
| Pos. | Atleta             | País            | Marca   |
| ---- | ------------------ | --------------- | ------- |
| 1    | Yuriy Sedykh       | União Soviética | 81.70 m |
| 2    | Igor Astapkovich   | União Soviética | 80.94 m |
| 3    | Heinz Weis         | Alemanha        | 80.44 m |
| 4    | Tibor Gécsek       | Hungria         | 78.98 m |
| 5    | Andrey Abduvaliyev | União Soviética | 78.30 m |
| 6    | Walter Ciofani     | França          | 76.48 m |
| 7    | Ken Flax           | Estados Unidos  | 75.98 m |
| 8    | Raphaël Piolanti   | França          | 73.64 m |

### Decatlo/Heptatlo
| Pos. | Atleta            | País            | Marca         |
| ---- | ----------------- | --------------- | ------------- |
| 1    | Dan O'Brien       | Estados Unidos  | 8812 pts (CR) |
| 2    | Mike Smith        | Canadá          | 8549 pts      |
| 3    | Christian Schenk  | Alemanha        | 8394 pts      |
| 4    | Robert Zmelik     | Tchecoslováquia | 8379 pts      |
| 5    | Petri Keskitalo   | Finlândia       | 8318 pts      |
| 6    | Simon Poelman     | Nova Zelândia   | 8267 pts      |
| 7    | Eduard Hämäläinen | União Soviética | 8233 pts      |
| 8    | Antonio Peñalver  | Espanha         | 8200 pts      |

| Pos. | Atleta              | País            | Marca         |
| ---- | ------------------- | --------------- | ------------- |
| 1    | Sabine Braun        | Alemanha        | 6672 pts      |
| 2    | Liliana Nastase     | Roménia         | 6493 pts      |
| 3    | Irina Belova        | União Soviética | 6448 pts      |
| 4    | Satu Ruotsalainen   | Finlândia       | 6404 pts      |
| 5    | Yasmina Azzizi      | Argélia         | 6392 pts (AR) |
| 6    | Urszula Wlodarczyk  | Polónia         | 6391 pts      |
| 7    | Peggy Beer          | Alemanha        | 6380 pts      |
| 8    | Tatyana Zhuravlyova | União Soviética | 6370 pts      |

## Legenda
- WR : Recorde do mundo
- CR : Recorde dos campeonatos
- AR : Recorde continental
- NR : Recorde nacional
- WJR: Recorde mundial junior
- DQ : Desqualificado
- DNF: Abandono
- DNS: Não partiu